# El círculo de fuego
El círculo de fuego (título original en inglés: Old Magic) es un libro escrito por la autora australiana Marianne Curley. El libro se publicó en 2000 en el Reino Unido y en 2001 en España.

## Sinopsis
Llega nuevo al instituto y Kate percibe su potencial mágico. Ella es una ilusionista, Jillian le ha enseñado trucos como mover las manecillas del reloj y lo que mejor domina es su capacidad para leer mentes, pero Jarrod es capaz de bloquear esa habilidad suya. Un incidente en el laboratorio hace que Jarrod desate un vendaval impresionante que está a punto de costarle la vida a la clase. Kate entonces comprende que el nuevo alumno posee un don excepcional pero no sabe cómo usarlo y las consecuencias pueden ser aterradoras, porque solo se manifiesta, y de forma salvaje, cuando se siente furioso
Trata de convencer a Jarrod de que la magia existe, pero él la toma por loca y más después de conocer a Jillian. Así que se suma al grupo de los populares y la ignora olímpicamente. Al menos hasta que otro accidente provocado por él, esta vez un terremoto, en la cafetería, lo obliga a recapacitar y a pedir explicaciones a Kate y a Jillian. Estas le intentan convencer para que acepte su don, pero sigue negándolo porque no cree en las cosas irracionales.
Cuando Jarrod averigua que su madre concibió seis bebés antes que él y su hermano Casey y que todos murieron sietemesinos o por infecciones, y que él es el séptimo hijo de la familia, empieza a preocuparse. Kate le cuenta que en la Edad Media, según el libro de familia de los Thornton, que se remonta a sus antepasados ingleses, un brujo muy poderoso, al parecer celoso de la familia, marcó a los Thornton con un terrible conjuro imperecedero que los condenaba a sufrir desgracias como las que los padres de Jarrod han soportado. Cada vez van las cosas peor, con un accidente casi mortal de Casey, y Jarrod empieza a creer en el hechizo. Todo se complica enormemente cuando su padre intenta suicidarse. Entonces, se presenta en casa de Kate y afirma que desea acabar con la maldición para que su familia recupere la estabilidad y deje de padecer. Así, le explican que la única forma es acabar con el brujo que formuló el sortilegio, o impedir que lo realice. La solución es drástica: viajar en el tiempo hasta el siglo XIII para localizar al malvado nigromante y acabar con el antes de que embruje a los Thornton. Jarrod y Kate emprenden la misión. Pero no va a ser fácil: ignoran su identidad y deben convencer a los antepasados de Jarrod de que de verdad son parientes suyos y conseguir que los alojen en su castillo para trazar el plan de ataque.
Así pues, viajan a las Tierras Altas del siglo XIII convertidos en el hijo de Lionel Thornton y su esposa lady Katherine para ser acogidos en el castillo de los ancestros ingleses de Jarrod y así localizar al brujo culpable de la antiquísima maldición que está arruinando la vida a los Thornton. Su misión será mucho más aterradora de lo que imaginaban.

## Personajes

### Presente
- Katherine Warren (Kate): Kate es la protagonista principal. Tiene unos dieciséis años. Su nombre de pila es Katherine Warren, pero ignora la identidad de su padre, que se marchó tras dejar embarazada a Karen, su madre, con quince años. Karen se marchó a la ciudad de Brisbane donde encontró la felicidad junto a un padre de familia y dejó a su bebé al cuidado de Jillian, conocida como la "bruja" del pueblo. Viven juntas en una casa con tejado a dos aguas en el bosque tropical de Ashpeak Mountain, una localidad australiana imaginaria, y Kate asiste al mismo instituto que todo el mundo. En clase se encuentra marginada por su situación, viviendo con una mujer de reputación dudosa, y su poco carácter comunicativo, además de que la crueldad de algunas alumnas adineradas la mantiene al margen de los asuntos de moda. Es la mejor amiga de Hannah. Se siente atraída por Jarrod desde el principio, aunque le cuesta aceptarlo porque tiene carácter independiente. Su físico es peculiar: tiene la piel muy blanca, pero el cabello negro como el ébano y muy largo, y unos ojos de forma almendrada y de un color entre azul y gris que le dan aspecto de gato o de hawaiana. Sus piernas son largas y torneadas. Es atractiva a su manera. Le encantan los juguetes y cachivaches mágicos que vende Jillian en su tienda "new age". Es vegetariana, solo come ensalada y pasta. Su rincón favorito del bosque es un calvero con un arroyo y eucaliptos donde sus padres la concibieron. No se parece a su madre, que tenía el pelo del color de la miel.

- Jarrod Thornton: Jarrod Thornton llega nuevo a Ashpeak Mountain. También tiene dieciséis años. Su familia está marcada por un hechizo, aunque él aún no lo sabe. Siempre han sufrido todo tipo de calamidades: lesiones, inundaciones, incendios, ruina económica... y llegan al pueblo huyendo de su turbulento pasado. Su padre, Ian, está inválido de por vida; su madre, Ellen, se encuentra en un estado de salud muy precario tras haber perdido varios bebés y haber sufrido tantos contratiempos. Tiene un hermano menor, Casey, que en cierto momento del libro está a punto de morir en el río. Jarrod es muy guapo, con el pelo rubio rojizo y los ojos verdes, pero usa gafas y es demasiado patoso, también causa de la maldición de los Thornton. A pesar de ello, muy pronto es aceptado en el grupo de elite del instituto por su encanto físico, y se gana a la popular Tasha Daniels. Eso hace que Kate se sienta celosa. Jarrod, en lo más profundo de su ser, ansía besar a Kate, pero su condición de repudiada se lo impide. Le da mucha importancia a lo que piensen los demás y se hace un hueco en la banda de los líderes escolares para sentirse aceptado y no tener que dar explicaciones a nadie. Al principio, piensa que Kate está loca, pero cuando la va conociendo a espaldas de sus egoístas amigos comienza a creer de verdad en la magia. Tiene un don extraordinario como brujo que no acepta ni controla.

- Jillian: Jillian es la abuela adoptiva de Kate, la mujer que se hizo cargo de su crianza, a pesar de que es muy joven para ser llamada así, porque no tiene más de 40 años. Ambas se quieren con locura, aunque su relación respeta enormemente la intimidad de la otra. Jillian es una sanadora, practica magia blanca y en el pueblo es el centro de los rumores y los cotilleos por su excéntrica tienda de curaciones y artículos “new age”. Algunos la toman por bruja nigromante, pero todo son calumnias absurdas. Jarrod le cae bien e intenta ayudarlo continuamente, a pesar de que él se resiste porque el hecho de que lo vean en compañía de la marginada Jillian supone un insulto para su orgullo masculino. Es un elemento clave en la misión de Kate y Jarrod, porque su potencial mágico es muy considerable.

- Hannah Brelsford: Es la mejor amiga de Kate en clase. Es muy pobre y vive de la caridad. Kate es la única que nunca se ha burlado de su condición y la ayuda en todo lo que puede. También es la única persona que sabe todo acerca de los dones paranormales de Kate, además de Jarrod.

- Tasha Daniels: Tasha se encapricha de Jarrod, provocando los celos de su supuesto novio Pecs. Al final, tiene que admitir a Jarrod en el clan, y éste se convierte en uno de ellos para guardar las apariencias, ya que no se atreve a admitir su atracción por la rarita Kate. Además de Tasha, el grupo de los populares lo forman Jessica Palmer, Pecs y Ryan.

### Edad Media
- Richard Thorntyne: Es el rey del castillo de Thorntyne. Tiene cerca de cincuenta años, y aún se conserva bien. Es grande, con grandes espaldas y fuerte. Su pelo largo es de un color rojizo que empieza a encanecer. Jarrod le engaña haciéndose pasar por su sobrino.

- Rhauk: Es el villano de la historia. Vive en un castillo aislado en los acantilados, frente al castillo Thornton. Insiste en que es el heredero legítimo, pero en realidad es un bastardo. Es nigromante y ambiciona las tierras de sir Richard, por lo que intenta atemorizar a la familia. Se rumorea que pacto con el diablo para mantener su juventud, porque se mantiene impresionante físicamente a pesar del paso del tiempo. Es un hombre avaro y vengativo que planea hechizar a los Thornton para vengarse de Lionel, que le quitó a Eloise, su amada. Pero consiguió secuestrarla la noche de bodas y tener relaciones con ella, por eso Lionel y su esposa se marcharon de allí hace muchos años, huyendo de él. Kate y Jarrod deben enfrentarse a él y a sus malas artes. Puede transformarse en cuervo.

- Malcom Thorntyne: es el heredero del castillo Thorntyne, hijo de lord Richard. Ayuda a Jarrod a salvar a Kate, de la cual está tan enamorado que acaban concibiendo un hija antes de que ella vuelva a la actualidad.